# Moje życie (Trocki)
Moje życie. Próba autobiografii (ros. Моя Жизнь) – autobiografia Lwa Trockiego, napisana w latach 1929-1930 i opublikowana pierwszy raz w 1930. Przełożona na szereg języków, w tym na polski (wydanie w 1930 nakładem Domu Wydawniczego Bibljon i reprint w 1990).
Na łamach autobiografii Trocki opisuje swoje życie od dzieciństwa, poprzez udział w pierwszych podziemnych organizacjach lewicowych, do swojej aktywności jako zdeklarowany marksista i członek partii bolszewickiej. Opisuje rewolucję 1905 oraz rewolucję październikową, późniejszą przegraną walkę o władzę i pierwsze lata zesłania.

## Okoliczności powstania i cechy książki
Trocki został namówiony do napisania autobiografii przez niemieckiego dyrektora wydawnictwa Fischer Verlag. Podjął się tego zadania mimo początkowych wątpliwości, związanych przede wszystkim z nowym dlań charakterem pracy (do tej pory redagował wyłącznie książki o charakterze politycznym) oraz z samą teorią marksistowską, stawiającą w centrum uwagi ruchy masowe, a nie jednostki. Głównie z uwagi na ten ostatni fakt oraz ze względu na propagandę antytrockistowską powstającą w ZSRR autobiografia skupia się na analizie wydarzeń historycznych, w których Trocki brał udział oraz podkreśleniu jego roli w rewolucjach rosyjskich i w czasie wojny domowej w Rosji, nie zaś na jego życiu prywatnym, które poruszane jest zdawkowo.
Trocki zastanawiał się nad wieloma możliwościami tytułu książki. Rozważał m.in. tytuły Pół wieku (1879-1929), Przypływy i odpływy, W służbie rewolucji. Tytuł Moje życie został zasugerowany przez wydawcę i utrzymany mimo obiekcji autora.

## Recepcja
Książka została uznana przez krytykę za dzieło o wysokiej wartości literackiej oraz wyjątkowe świadectwo uczestnika rewolucji rosyjskiej oraz następujących po niej walk wewnątrzpartyjnych. Z uznaniem o pracy wypowiadali się w swoich biografiach Trockiego Dmitrij Wołkogonow, Pierre Broué i Izaak Deutscher. Dmitrij Wołkogonow równocześnie zarzucał Trockiemu świadome pomijanie niektórych aspektów jego życia prywatnego (m.in. okoliczności rozstania z Aleksandrą Sokołowską) oraz ogólnikowe wypowiadanie się o okolicznościach swojej porażki w walce o władzę.